# سپسا

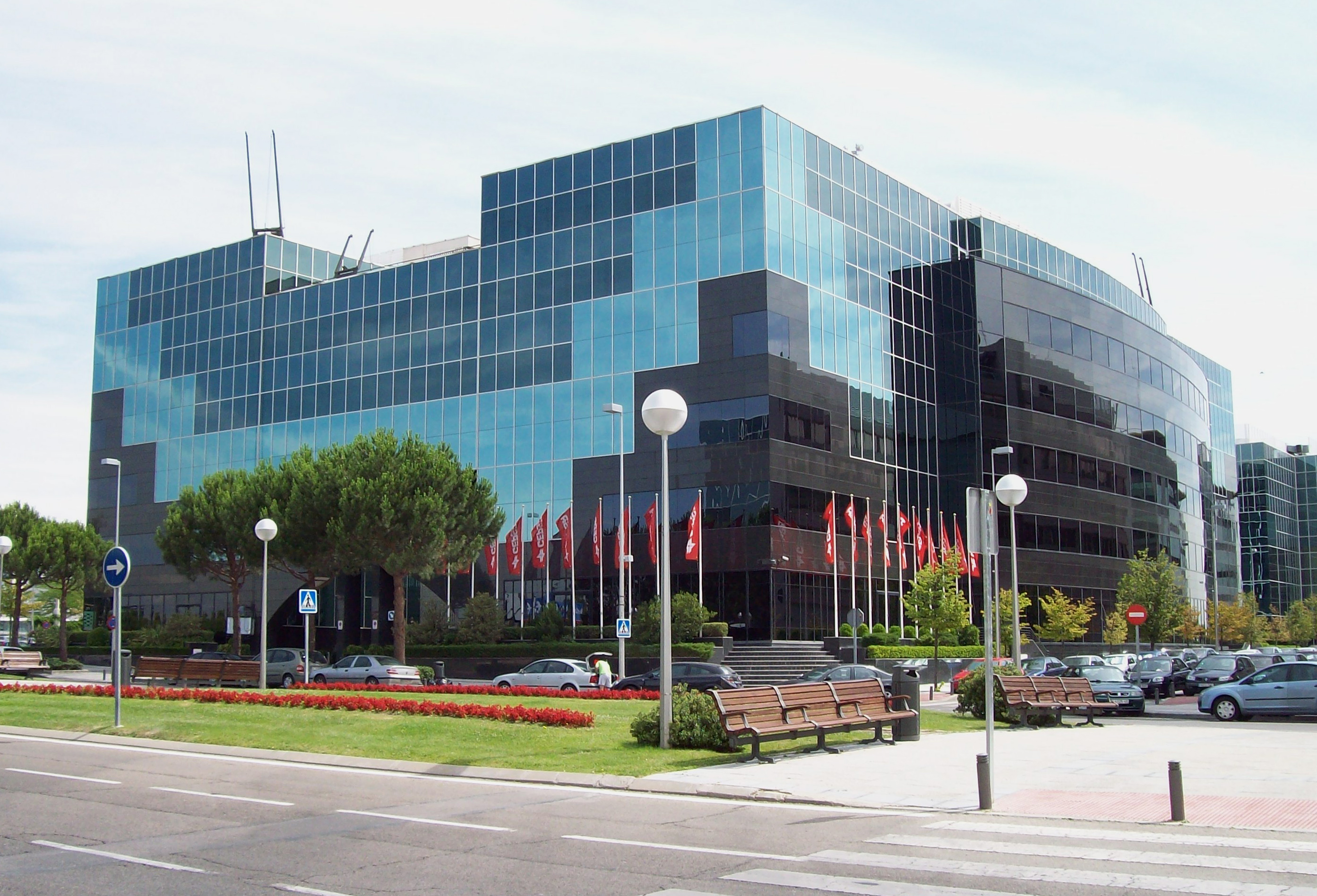
ساختمان مرکزی سپسا در مادرید

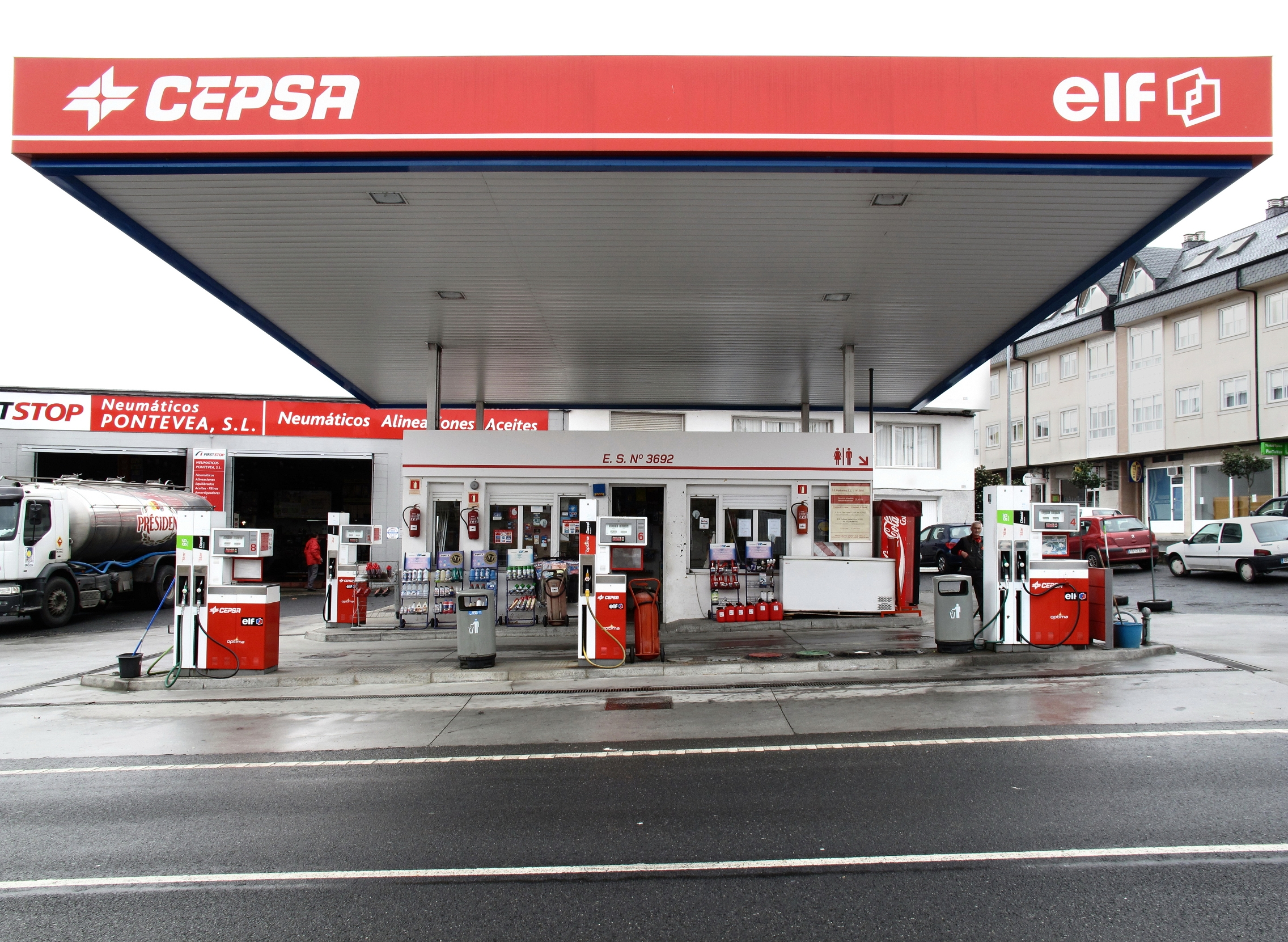
جایگاه پمپ بنزین در تئو، گالیسیا

سپسا (به اسپانیایی: Cepsa) یا شرکت نفت اسپانیا شرکت نفت و گاز اسپانیایی و چندملیتی است، که در زمینه اکتشاف، تولید و توزیع نفت خام و گاز طبیعی فعالیت می‌کند. دفتر مرکزی آن در شهر مادرید، اسپانیا قرار دارد.
این شرکت در چند کشور اروپایی همچنین در کشورهای؛ الجزایر، کانادا، مراکش، برزیل و پاناما نیز دارای شعبه می‌باشد.
شرکت نفت اسپانیا در حال حاضر در حدود ۲۶۰٫۰۰۰ بشکه در روز، نفت خام تولید می‌نماید و ظرفیت پالایش ۳ پالایشگاه این شرکت، معادل ۲۱ میلیون تُن در سال می‌باشد.
شرکت سپسا در سال ۲۰۱۱ توسط شرکت سرمایه‌گذاری ابوظبی و با مبلغ ۲۶۷ میلیون یورو خریداری شد. بخشی سهام شرکت سپسا در بازار بورس مادرید معامله می‌شود.